# Podobeno
Podobeno – wieś w Słowenii, w gminie Gorenja vas-Poljane. W 2018 roku liczyła 60 mieszkańców.